# Аронсон, Полина Яковлевна
Поли́на Я́ковлевна Аронсо́н (род. 22 сентября 1980, Ленинград) — российская и немецкая журналистка, социолог. Кандидат социологических наук. Доктор философии по социологии.

## Биография
Полина Аронсон родилась 22 сентября 1980 года в Ленинграде.
В школьные годы работала в редакции петербургской газеты «Пять углов» (ранее «Ленинские искры»).
В 2003 году окончила факультет социологии Санкт-Петербургского государственного университета по специальности «Социальная антропология». Затем на том же факультете окончила аспирантуру, после чего в 2007 году защитила кандидатскую диссертацию на тему «Социальная интеракция и социальные сети в ситуации болезни» и тем самым получила ученую степень кандидата социологических наук.
С 2007 по 2012 год училась на PhD-программе Уорикского университета (Великобритания). Получила там степень доктора философии по социологии, защитив диссертацию на тему «Health beliefs and help-seeking practices of migrants from the former USSR into Germany» («Представления о здоровье и практики обращения за медицинской помощью у мигрантов из бывшего СССР в Германии»).
В 2013/14 годах — стипендиатка Эйнштейновского Форума (Einstein Forum) в Потсдаме. Проходила стажировку во Фрайбургском университете (Германия), участвовала в исследовательских проектах на базе Института социологии здоровья университетской клиники Charité (Берлин), Германского Института прав человека (Deutsches Institut für Menschenrechte, Берлин), Университета имени Бен-Гуриона (Израиль).
Со-редактор журнала dekoder. Сотрудничает с рядом российских и международных изданий: Colta, AEON, Guardian, Neue Zürcher Zeitung. Была редактором портала openDemocracy.

## Литературные премии
- 2021 — шорт-лист премии Александра Пятигорского (книга «Любовь: сделай сам. Как мы стали менеджерами своих чувств»)